# 普遍法律
在法律和道德中，普遍法律或普遍原则是指符合法律合法性行为的一种概念，借此概念管理人们可接受性，适用性，翻译和哲学基础中最普遍的行为的原则和规则，这些原则和规则因此被认为是最合理的。普遍原则的一种类型的就是禁止被称为诡辩的逻辑矛盾的法律逻辑。法律逻辑以一个广泛共识为基础，而这个广泛共识就是逻辑是被定义为“牵涉到事物是否和逻辑的逻辑对比”。这种逻辑对比可以是试图去断言在同一时间空间内有一个苹果可以存在或者非苹果的事物可以存在。推而广之，也就是同一时间地点内A或者非A事物可以存在。凡事有因必有果。

## 参看
- 自然法则
- 普遍性(哲学)